# Phytomyza nigripennis
Phytomyza nigripennis este o specie de muște din genul Phytomyza, familia Agromyzidae, descrisă de Fallen în anul 1823. Conform Catalogue of Life specia Phytomyza nigripennis nu are subspecii cunoscute.